# Hoofdrivier
Een hoofdrivier of hoofdstroom is het gedeelte van een rivier waarin alle zijrivieren uitmonden en dat uiteindelijk uitmondt in een oceaan, zee of meer.
Een aftakking is ook verbonden met de hoofdrivier, maar voert in tegenstelling tot de zijrivier water af van de hoofdrivier. Samen vormen de hoofdrivier en haar eventuele zijrivieren plus aftakkingen de rivierdelta.